# Somali People’s Democratic Party
Die Somali People’s Democratic Party (abgekürzt SPDP; deutsch etwa „Demokratische Partei des Somali-Volkes“; Somali Xisbiga Dimuqraadiga Shacbiga Soomaalida X.D.SH.S; amharisch የሶማሌ ሕዝቦች ዴሞክራሲያዊ ፓርቲ Yä-Somale Həzbočč Demokrasiyawi Parti ሶሕዴፓ SoHəDePa) ist eine Partei in der Somali-Region in Äthiopien.
Sie regiert die Region seit 1998 und ist mit der Parteienkoalition Revolutionäre Demokratische Front der Äthiopischen Völker (EPRDF) verbunden, die Äthiopien auf nationaler Ebene regiert. Die Partei wurde von der EPRDF aus der Ethiopian Somali Democratic League – die ihrerseits 1994 auf Veranlassung der EPRDF entstanden war – und Teilen der Ogaden National Liberation Front gegründet.
Die Partei bezeichnet sich selbst als liberal und betrachtet sich in Fragen der Religion der Somali – des Islam – als gemäßigt. Symbol der Partei ist das Kamel.

## Geschichte
Nach der Neuordnung der Verwaltungsgliederung Äthiopiens und der Gründung der Somali-Region 1991 dominierte zunächst die separatistische Ogaden National Liberation Front (ONLF) als Bündnispartner der EPRDF die Region. Die hauptsächlich vom Clan der Ogadeni-Darod unterstützte ONLF gewann die ersten Regionalwahlen. Sie überwarf sich jedoch bald mit der EPRDF, als das von ihr dominierte Regionalparlament erklärte, dass die Somali-Region vom Sezessionsrecht – das den einzelnen Regionen laut Verfassung zusteht – Gebrauch machen wolle. Im selben Jahr veranlasste die EPRDF, dass sich zehn Parteien von Nicht-Ogadeni-Minderheitenclans zur Ethiopian Somali Democratic League (ESDL) zusammenschlossen. 1995 gewann die ESDL die Wahlen zum regionalen und nationalen Parlament deutlich.
Interne Streitigkeiten schwächten die ESDL jedoch, und bis Ende 1997 hatte die Partei die Unterstützung der EPRDF wie auch der Öffentlichkeit in Somali verloren. Die EPRDF beschloss daraufhin den Zusammenschluss der ESDL mit dem gemäßigten, legalen Teil der ONLF. Die beiden Parteien mussten sich einer „Selbstkritik“ oder „Evaluation“ (gem gema oder GimGeme) unterziehen, wobei ihre Führungspersönlichkeiten genötigt wurden, in Anwesenheit von EPRDF-Vertretern tatsächliche oder angebliche Verfehlungen zu gestehen. Politiker, die sich diesem Prozess verweigerten, wurden entlassen. Anschließend wählte die ESDL neun und die ONLF acht Vertreter in ein gemeinsames Komitee, das die Vereinigung vorbereiten sollte. Im weiteren Verlauf wählten die Zentralkomitees von ESDL und ONLF je 35 Vertreter. Diese 70 Vertreter der beiden Parteien und 150 weitere Personen nahmen im Juni 1998 an einer Versammlung in Jijiga teil. Höhepunkt dieser Versammlung, die von der EPRDF geführt wurde, war die offizielle Gründung der SPDP. Ein Teil der legalen ONLF widersetzte sich dieser Neugründung, für die weder ESDL noch ONLF ihre Zustimmung gegeben hatten. Die meisten Vertreter der ESDL im nationalen Parlament wurden nicht in die SPDP aufgenommen.

## Regierungszeit, Wahlen
Mit der Gründung der SPDP weitete die EPRDF ihre Unterstützungsbasis in der Somali-Region von den Minderheitenclans auf Teile der Ogadeni aus. Bei den National- und Regionalwahlen von 2000 und 2005 und bei den Wahlen in den Woredas (Distrikten) 2004 konnte die SPDP dank staatlicher Unterstützung und Ressourcen erfolgreich Wähler mobilisieren. Auch die vom Staat ernannten und bezahlten Ältesten oder „Berater“ (auf Somali lataliye und auf Amharisch amakari genannt), die Anfang 2000 für die gesamte Region, für die Zonen und Woredas eingesetzt wurden, beteiligten sich an den Wahlkampagnen und an der Mobilisierung von Wählern. 2004 gingen 3.182 von 3.309 Mandaten auf Woreda-Ebene (96,16 %) an die SPDP, 21 gingen an die Oppositionspartei Western Somali Democratic Party und 106 an unabhängige Kandidaten. Bei den umstrittenen Wahlen von 2005 erhielt die SPDP 161 von 183 Regionalparlamentssitzen (87,98 %) und sämtliche 23 Sitze im nationalen Parlament. Somit hat sich in der Somali-Region ein De-facto-Einparteiensystem unter der SPDP herausgebildet. Trotz der Schwächen der SPDP verfügt keine oppositionelle Partei über die Ressourcen und die Unterstützung der EPRDF, die nötig wären, um mit der SPDP zu konkurrieren.
In der unabhängigen Stadt Dire Dawa gewann die SPDP 2008 74 Sitze (von 189) in 16 (von 63) Kebeles, während die EPRDF 114 Sitze in 47 Kebeles erhielt. 2005 ging zudem einer der zwei Sitze von Dire Dawa im nationalen Parlament an die SPDP (der andere fiel an die oppositionelle Koalition für Einheit und Demokratie). Insgesamt entsandte die SPDP somit 24 Abgeordnete in das Volksrepräsentantenhaus, darunter nur eine Frau.
Bei den Wahlen 2010 erhielt die SPDP offiziellen Ergebnissen zufolge wiederum 24 Sitze auf nationaler Ebene sowie sämtliche 186 Sitze im Regionalparlament von Somali. Genauso verhielt es sich bei den Wahlen 2015. Sie erhielt alle 24 Sitze im nationalen Parlament und alle 273 im Regionalen Staatsrat. Die SDPD schloss sich im Dezember 2019 der äthiopischen Wohlstandspartei (PP) an.
Kritiker bezeichnen die Partei als inkompetent und korrupt. Sie gilt als weitgehend von der EPRDF gesteuert. So griffen Vertreter der EPRDF mehrfach in die internen Streitigkeiten der Partei wie auch in die Arbeit von Regionalregierung und -parlament ein. Die Differenzen innerhalb der Partei führten im Jahr 2000 beinahe zu ihrem Zusammenbruch. Der SPDP wird vorgeworfen, dass sie mehr der EPRDF als der öffentlichen Meinung in Somali verpflichtet sei. Während des Eritrea-Äthiopien-Krieges 1998–2000 verpflichteten die Regionalbehörden ländliche Gemeinschaften, jeweils eine festgelegte Anzahl Schafe für die äthiopische Armee zur Verfügung zu stellen, obschon der Krieg bei den Somali unpopulär war und gleichzeitig eine schwere Dürre herrschte. Im Parteiprogramm wird der Versuch Somalias, im Ogadenkrieg 1977–78 die äthiopischen Somali-Gebiete an ein Groß-Somalia anzugliedern, als „illegitimer Angriff“ verurteilt, obwohl dies kaum der Ansicht einer Mehrheit der Somali in Äthiopien entspricht.